# جاك فاغنر (كاتب)
جاك فاغنر (بالإنجليزية: Jack Wagner)‏ هو مصور سينمائي وكاتب وكاتب سيناريو أمريكي، ولد في 20 مايو 1891 في لوس أنجلوس في الولايات المتحدة، وتوفي بنفس المكان في 13 يوليو 1963.

## وصلات خارجية
- جاك فاغنر على موقع IMDb (الإنجليزية)
- جاك فاغنر على موقع أول موفي (الإنجليزية)
- جاك فاغنر على موقع قاعدة بيانات الأفلام السويدية (السويدية)
- جاك فاغنر على موقع قاعدة بيانات الفيلم (الإنجليزية)
- جاك فاغنر على موقع كينوبويسك (الروسية)